# Ga Gonjiam
Ga Gonjiam (Tiếng Hàn: 곤지암역, Hanja: 昆池岩驛) là ga tàu điện ngầm trên Tuyến Gyeonggang nằm ở Gonjiam-ri, Gonjiam-eup, Gwangju-si, Gyeonggi-do.

## Lịch sử
- 29 tháng 4 năm 2016: Thông báo bảng cự ly đường sắt[1]
- 13 tháng 9 ~ 18 tháng 9 năm 2016: Tạm thời miễn phí vận hành tàu tuyến Gyeonggang trong dịp lễ Chuseok[2][3]
- 24 tháng 9 năm 2016: Bắt đầu kinh doanh với việc khai trương Tuyến Gyeonggang
- 26 tháng 9 năm 2016: Điểm xuất phát Pangyo thay đổi từ 23,2 km thành 23,7 km[4]

## Bố trí ga
| ↑ Chowol         |
| １ \| ２ \|      |
| Sindundoyechon ↓ |

| １ | ● Tuyến Gyeonggang | ← Hướng đi Chowol · Gyeonggi Gwangju · Pangyo |
| ２ | ● Tuyến Gyeonggang | → Hướng đi Icheon · Bubal · Yeoju →           |

## Xung quanh nhà ga
- Bến xe buýt liên tỉnh Gonjiam
- Trung tâm phúc lợi hành chính Gonjiam-eup
- Trường tiểu học Gonjiam
- Trường THCS Gonjiam
- Trường trung học Gonjiam
- Gonjiam LG APT
- Gonjiam Samju Noblige APT
- Gonjiam Ssangyong 1 Danji
- Gonjiam Ssangyong 2 Danji

## Hình ảnh

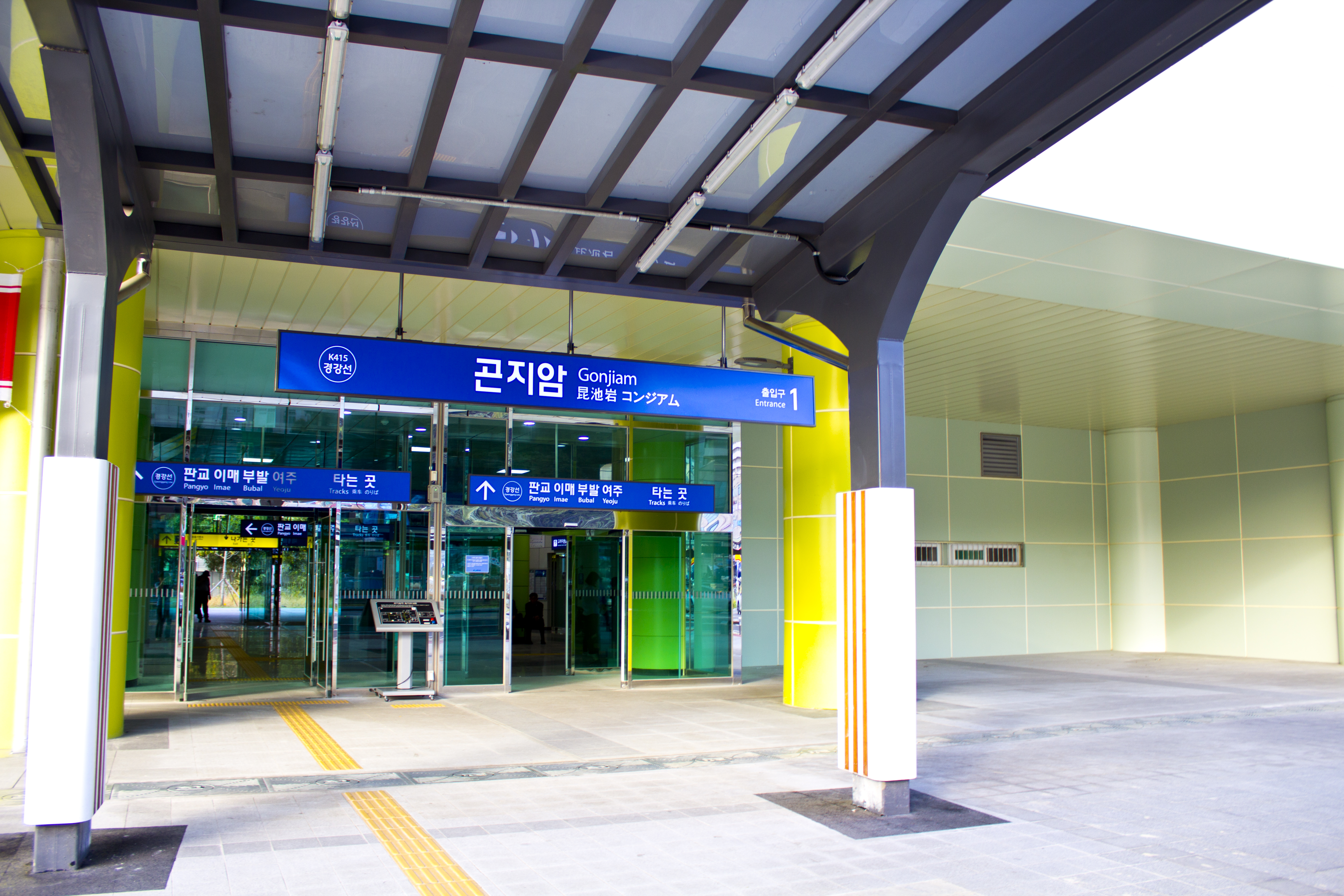
Lối ra 1
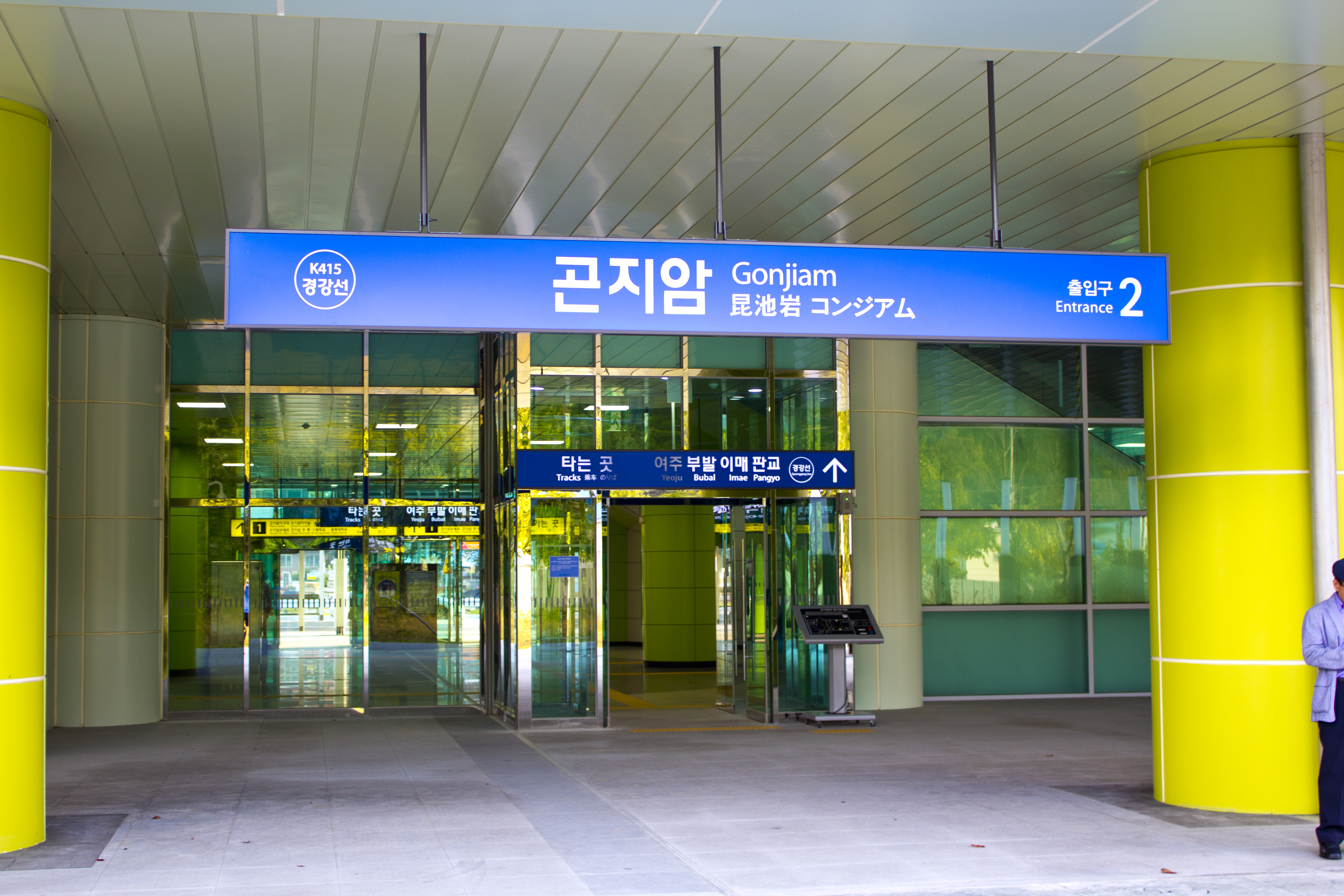
Lối ra 2
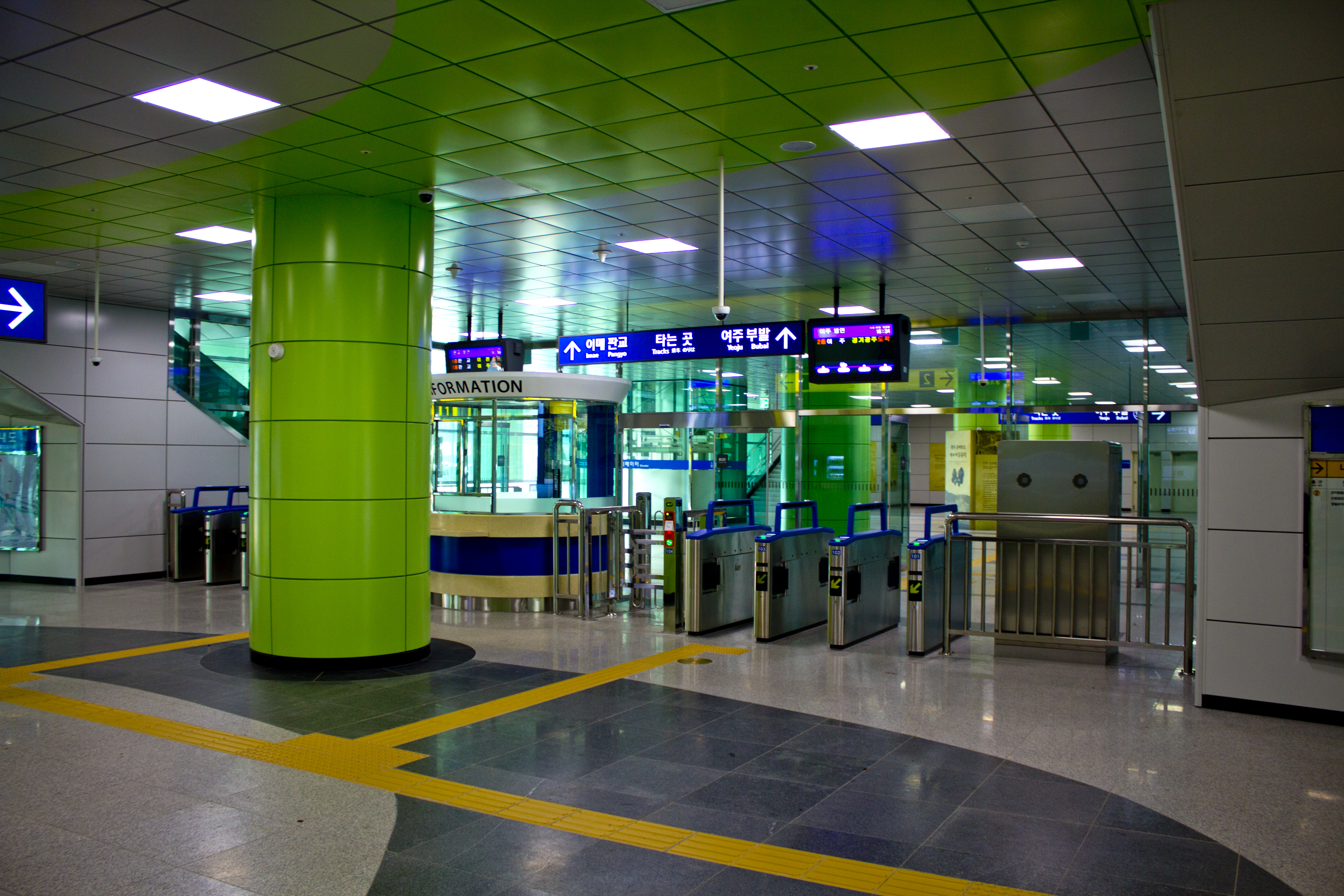
Bên trong ga Gonjiam

## Liên kết
- Tư liệu liên quan tới Ga Gonjiam tại Wikimedia Commons